# Discosema
Discosema é um gênero de traça pertencente à família Arctiidae.